# WYSE International
WYSE International (енгл. World Youth Service Enterprise) је светска добротворна организација која се фокусира на едукацију и развој нових лидера. Основана је 1989. године као невладина организација у сардњи са Одељењем за јавно информисање Организације уједињених нација. Седиште је у Лондону, а има огранке у Италији, Бразилу, Јапану, Холандији и широку алумни мрежу у више од 115 земаља.
Организација почива на волонтерској основи и њени тренери су професионални психолози, тренери за развој лидерских вештина, едукатори и пословни људи. WYSE International наводи за свој циљ као: подршку настајања нових лидера за глобалне промене.
Године 1989. организација је основана као непрофитна образовна организација од стране групе едукатора и психолога вођени Мерилин Фелбергом. Они су спровели први међународни пројекат 1989. у Целми, Велс. Године 1992. организација је названа Светски омладински сервис и предузеће (WYSE International) са визијом да окупи младе људе из целог света који желе да заједно позитивано доприносу својим заједницама. Andrew McDowell је тада повео организацију у правцу развоја лидерства и са тимом едукатора, психолога и пословних људи широм света основао WYSE International Leadership Programme.
Године 1996. WYSE је регистрована као добротворна британска организација са намером да спроводи добротворни рад и информисање како на националном тако и на међународном плану и њен регистарски број као британске добротворне организације је: 105 3940. Године 1998. добија звање као званична невладина организација (НВО) у Организацији уједињених нација заједно са Одељењем за јавно имформисање. Временом, организација се фокусира све више на развој лидерства, подстицање сарадње међу новонасталим лидерима, кооперативношћу и учествовањем до лидерства као што је услужно и визионарско лидерство.